# 櫻狩り
『櫻狩り』（さくらがり）は、渡瀬悠宇による日本の漫画作品。『凛花』（小学館）創刊号（2007年6月発売）から9号（2010年1月発売）まで連載された。

## 概要
大正時代の名家を舞台にした作品。ただし時代考証はそれほど正確ではない。
「10余年前から構想していた幻の衝撃作」と作者自身が銘打ち、発売前の宣伝に力が入っている。当初は、同人誌という形で発表される予定だったが、小学館編集部がその企画を拾い、商業誌での発表となった。全体として上、中、下の3部構成である。なお、単行本の装丁はハードカバーが採用されている。

## 物語
大正9年、田神正崇は一高を目指し、予備校に通うため上京した。
正崇は書生先である家を探している時、危うく車に轢かれそうになった女性を助ける。その時、車に乗っていた青年から、何かあったら連絡して欲しいということで、名刺を手渡される。そこには、「斎木貿易商会　代表取締役　斎木蒼磨」と書かれてあった。
居候先の家に着いてみると、第一次世界大戦後の恐慌の影響のため、売り家になっていた。行く当てもなく途方に暮れる正崇はふと、1枚の名刺のことを思い出す。その名刺を頼りに、正崇は斎木家の門を叩く。
しかし、門の前で何度声を掛けても、誰も出てくる気配が無い。正崇は塀をよじ登り、敷地内へと忍び込む。少し進むと、立派な蔵を目にした。そこで、斎木家の執事である加藤に出くわす。泥棒と間違えられた正崇は、加藤に追いかけられてしまう。
迷い込んだ広い庭の奥地で、正崇は大きな桜の木を目のあたりにする。その樹の下に一人の青年が立っていた。彼が振り返り、二人の目が合う。混血で整った顔立ちの青年。「こんな、美しい男がいるのか」と、正崇は思った。この青年こそが、斎木蒼磨だった。
正崇は斎木家で書生としての生活をはじめる。「他人には何も期待しない」と言う蒼磨。そんな蒼磨に対し、どう接すれば良いか戸惑う正崇。だが、二人の間には少しずつ、緩やかに打ち解けた空気が生まれ始めていた。
そんな折、封印された「北の蔵」で火事が起こる。書生仲間の寺島が焼死、蔵の中に幽閉されていた櫻子という少女が助け出される。彼女は蒼磨の妹で、表向きには9年前に死亡した事にされていたが、実際はその間ずっと「北の蔵」に幽閉されていたのだった。
また、蒼磨の部下である吉野が重要な取引で失敗。クビにされた吉野は絶望し、両国の川開きに来ていた蒼磨を刺し殺そうとするが、正崇が身を挺してそれをかばう。その後、警察署にて吉野は自殺。蒼磨の周囲で連続する変死事件に、警察も疑惑の目を向け始める。
水面下で激しさを増す血みどろの愛憎劇。だがそれに気づくことなく、正崇は蒼磨に対し、兄に対するような信頼と忠義心を抱き続ける。蒼磨も、正崇の無垢な信頼を壊すことを恐れ、彼を守るような態度を取り続ける。
だが蒼磨の背負った業は、二人の穏やかな関係を続かせなかった。櫻子は正崇に、蒼磨の「本当の姿」を知るように仕向ける。正崇がそれを知ったとき、二人の関係は激しく傷つけ合うような破滅的な方向へ向かっていく。

## 登場人物
田神 正崇（たがみ まさたか）
田神家の養子の少年。一高を目指し、上京。斎木家で書生になる。数えで17歳。
斎木 蒼磨（さいき そうま）
斎木家の長男。愛人の母方が英吉利人の混血で、類稀な美貌の持ち主。現在は病床の父親に代わり、会社を任されている。
斎木 櫻子（さいき さくらこ）
髪も肌も白く、紅い瞳を持つ怪しく美しい少女。蒼磨の腹違いの妹。蔵の2階に9年間幽閉されていた。異常なほどに蒼磨を執着している。
寺島 伸人（てらしま のぶひと）
斎木家の書生。蒼磨に好意を寄せている。
加藤（かとう）
斎木家の執事。櫻子の世話係。
斎木侯爵
蒼磨の父親。病床に伏せっている。
葛城 知彦（かつらぎ ともひこ）
斎木家の主治医。
吉野 寛（よしの ひろし）
蒼磨の部下。
田神 貢（たがみ みつぐ）
正崇の義弟。正崇を実の兄のように慕っているが、彼からは鬱陶しがられ嫌われていた。
松下 孝文（まつした たかふみ）
幼少の頃に別れた正崇の実兄。荒んだ生活を送っている。正崇を嫌悪している実母に重ねており、互いに憎みあっている。

## 書籍情報
渡瀬悠宇 『櫻狩り』 〈小学館・フラワーコミックススペシャル〉 全3巻
- 上巻：2008年4月23日発行、ISBN 978-4-09-179026-2
- 中巻：2009年3月11日発行、ISBN 978-4-09-179037-8
- 下巻：2010年3月13日発行、ISBN 978-4-09-179072-9